# GMLRS

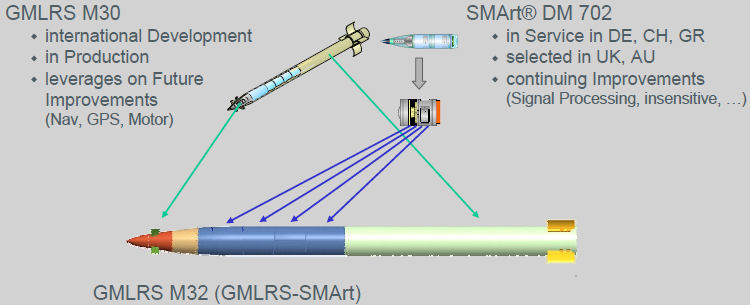
Компоненти керованого снаряда GMLRS.

GMLRS (англ. Guided Multiple Launch Rocket System) — сімейство американських керованих реактивних снарядів калібру 227 мм у межах MFOM. Класифікуються як високоточна зброя. Снаряди застосовуються в реактивних системах залпового вогню M270 MLRS та M142 HIMARS. Розробник і виробник — Lockheed Martin.
Ракета має три варіанта підриву: контактний, відтермінований та повітряний, призначений для знищення противника на відкритих позиціях.

## Загальна інформація

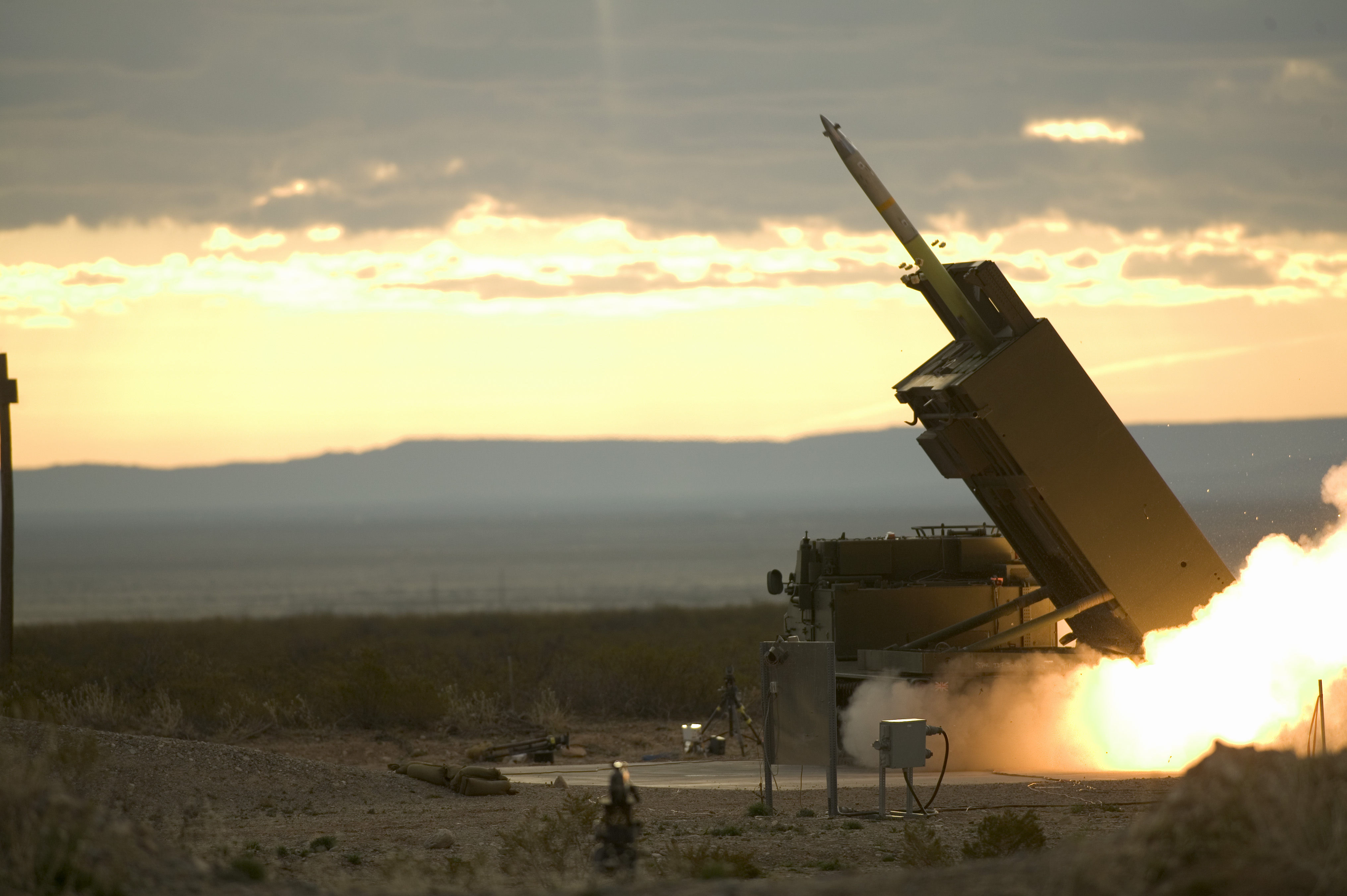
Фінальні випробування системи GMLRS на полігоні White Sands, Нью-Мексико

Програма GMLRS була ініційована 1994 року армією США. Перший повністю керований випробувальний пуск реактивного снаряду XM30 стався в травні 1998 року. Наприкінці 1998 р. програма GMLRS вступила у чотирирічну фазу SDD (англ. Systems Development and Demonstration — розробка та демонстрація систем). Остаточні виробничі кваліфікаційні випробування були успішно завершені у грудні 2002 р., а експлуатаційні випробування — у грудні 2004 року.
Сімейство GMLRS складається з двох ракет: М30 і М31. Ракети M30 і M31, за винятком їхніх боєголовок, ідентичні. М30 має касетну БЧ, а М31 — осколково-фугасну.

## M30
Реактивний снаряд M30 GMLRS використовує систему наведення з інерційним вимірювальним блоком (англ. Inertial Measurement Unit, IMU) та приймачем GPS. Керується за допомогою чотирьох невеликих додаткових рулів, розташованих у носовій частині. Касетна бойова частина містить 404 кумулятивно-уламкових бойових елементів M101 типу DPICM, упакованих у гнізда циліндричних поліуретанових блоків усередині тонкостінного алюмінієвого корпусу. Головний підривник — GMLRS ESAD. Частка нерозірваних боєприпасів (НРБ), за результатами проведених у листопаді 2006 р. виробничих кваліфікаційних випробувань реактивних снарядів M30 і касетних бойових елементів M101 склала 6,5 %, а частка бойових елементів, що не розірвалися, в середньому склала 1,5 %.
Мінімальна ефективна дальність дії M30 РС становить близько 10 км. Максимальна — близько 60 км.
Фактичні поставки до військ почалися в 2004 р. Виробництво було припинено в середині 2009 року у відповідь на рішення Міністерства оборони США від червня 2008 р. щодо касетних боєприпасів та ненавмисної шкоди мирному населенню. З 2019 застосування реактивних снарядів M30 заборонено.
Реактивний снаряд М30 має дві модифікації: M30A1 та M30A2.

### M30A1
Альтернативна боєголовка (AW) корегованої GMLRS. На відміну від M30, касетні бойові елементи замінені вольфрамовими кульками для ураження площі без нерозірваних боєприпасів. Виготовляється з 2015 року.

### M30A2
Керована альтернативна боєголовка (AW) GMLRS, несе 200-фунтову осколкову збірку, наповнену бризантною вибуховою речовиною, яка при детонації прискорює два шари попередньо сформованих уламків, оптимізованих для ефективності проти великої площі та неточності виявлення цілі.  Дальність: 15–92 кілометри. Єдиний варіант M30, що випускається з 2019 року. 

## M31
Реактивний снаряд M31 — похідна від M30 з унітарною уламково-фугасною бойовою частиною масою 91 кг для використання у міській та гористій місцевості. Снаряд містить 23 кг вибухівки PBX-109. Застосовано новий підривник ESAF, який має три режими спрацьовування: наближення, удар та із затримкою після удару. Дальність застосування РС — від 15 до 92 км.
Lockheed Martin уклала контракт SDD на 86 ракет унітарного варіанту у жовтні 2003 р. У травні 2005 р. було поставлено перші ракети. У серпні 2005 р. — Почалися польові випробування в Іраку. Реактивний снаряд М31 має дві модифікації: M31A1 та M31A2.

### M31A1
Вдосконалена версія M31 з багаторежимним детонатором, спроможним на повітряний вибух.

### M31A2
Унітарний варіант є модифікацією М31А1 зі зниженим рівнем побічних втрат та IMPS (системою пропульсії для нечутливих боєприпасів). Це єдиний різновид М31, що виготовлявся після 2019 року.

## ER GMLRS
Ракети ER GMLRS (англ. Extended Range Guided Multiple Launch Rocket System; укр. «Керована реактивна система залпового вогню підвищеної дальності») (M403 та XM404 станом на 2022 рік) із збільшеною дальністю до 150 км. У ракетах використовується дещо збільшений розмір ракетного двигуна, новий дизайн корпусу та хвостове оперення. Він випускатиметься в унітарному та AW варіантах. Перший успішний випробувальний політ ER GMLRS відбувся в березні 2021 року. На початку 2021 року компанія Lockheed Martin передбачала включення ER у свою виробничу лінію в 2023 фінансовому році та планувала виробляти нові ракети на своєму заводі в Камдені. Повний оперативний потенціал запланований на 2025 рік. У 2022 році Фінляндія стала першою країною за межами США, яка замовила ER GMLRS.

## Галерея

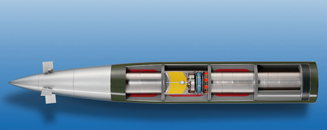
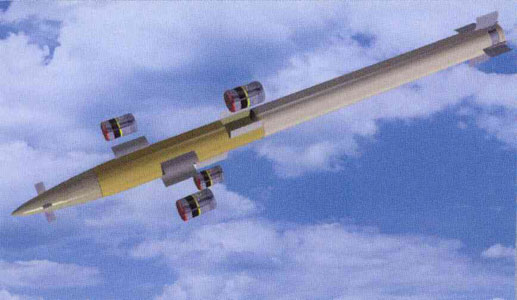
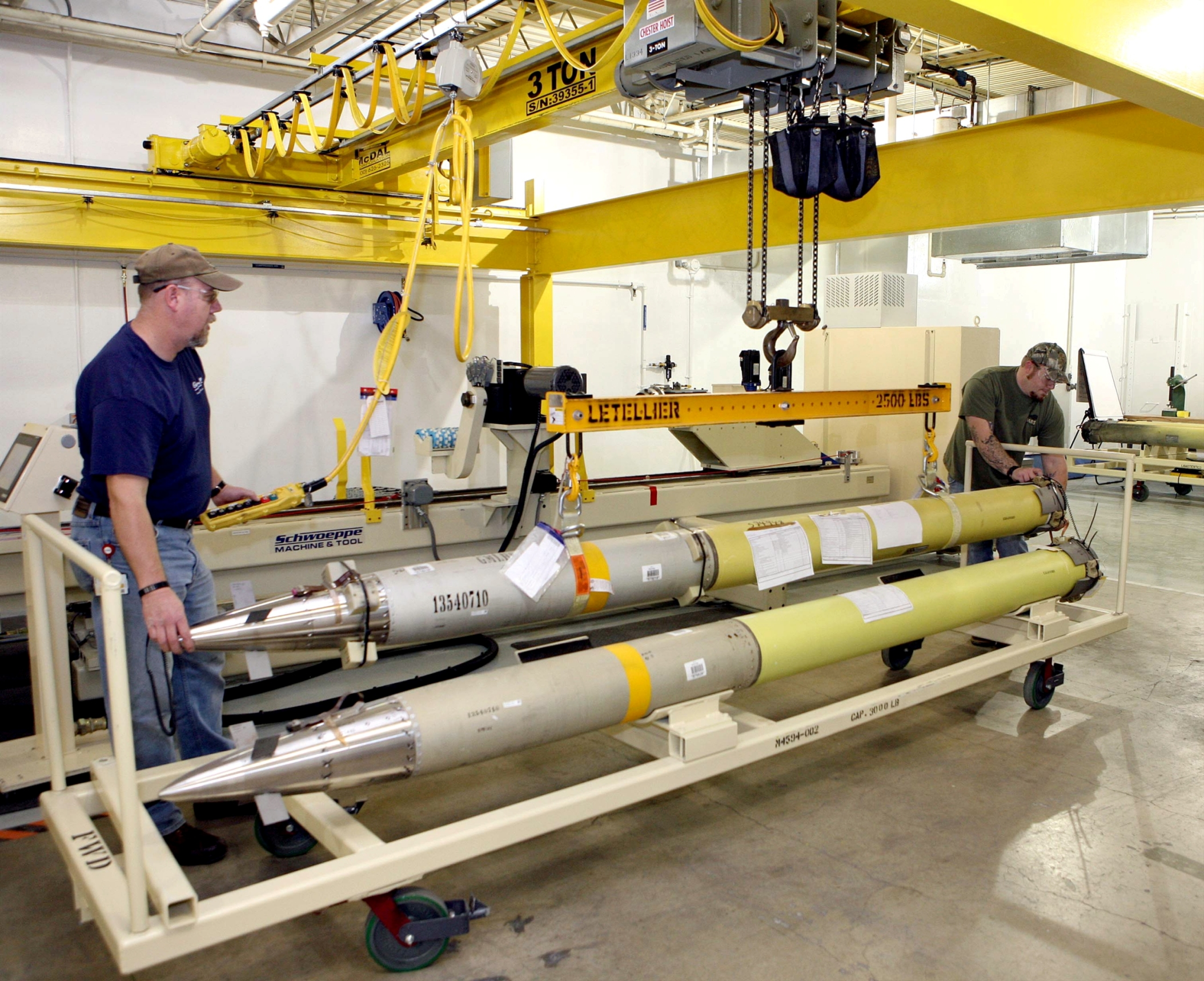
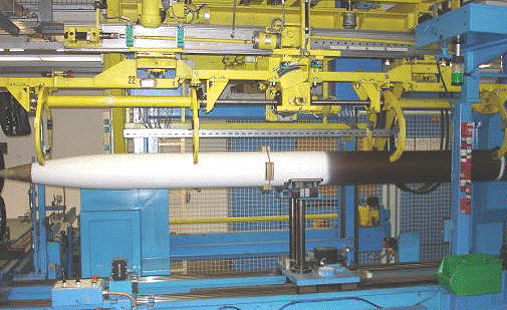
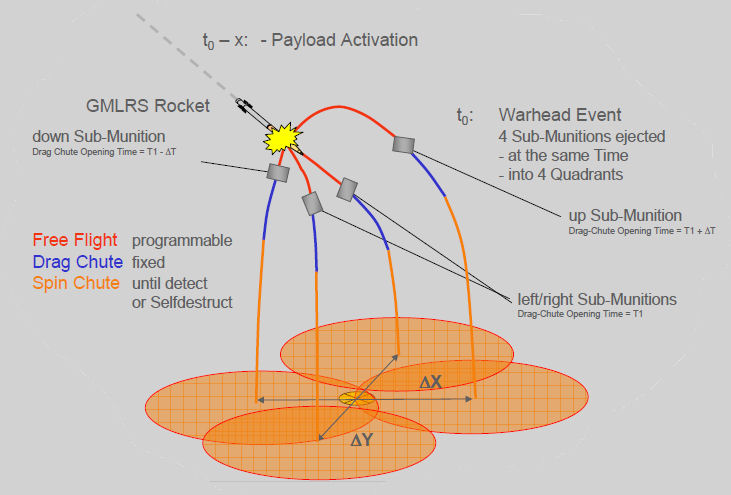
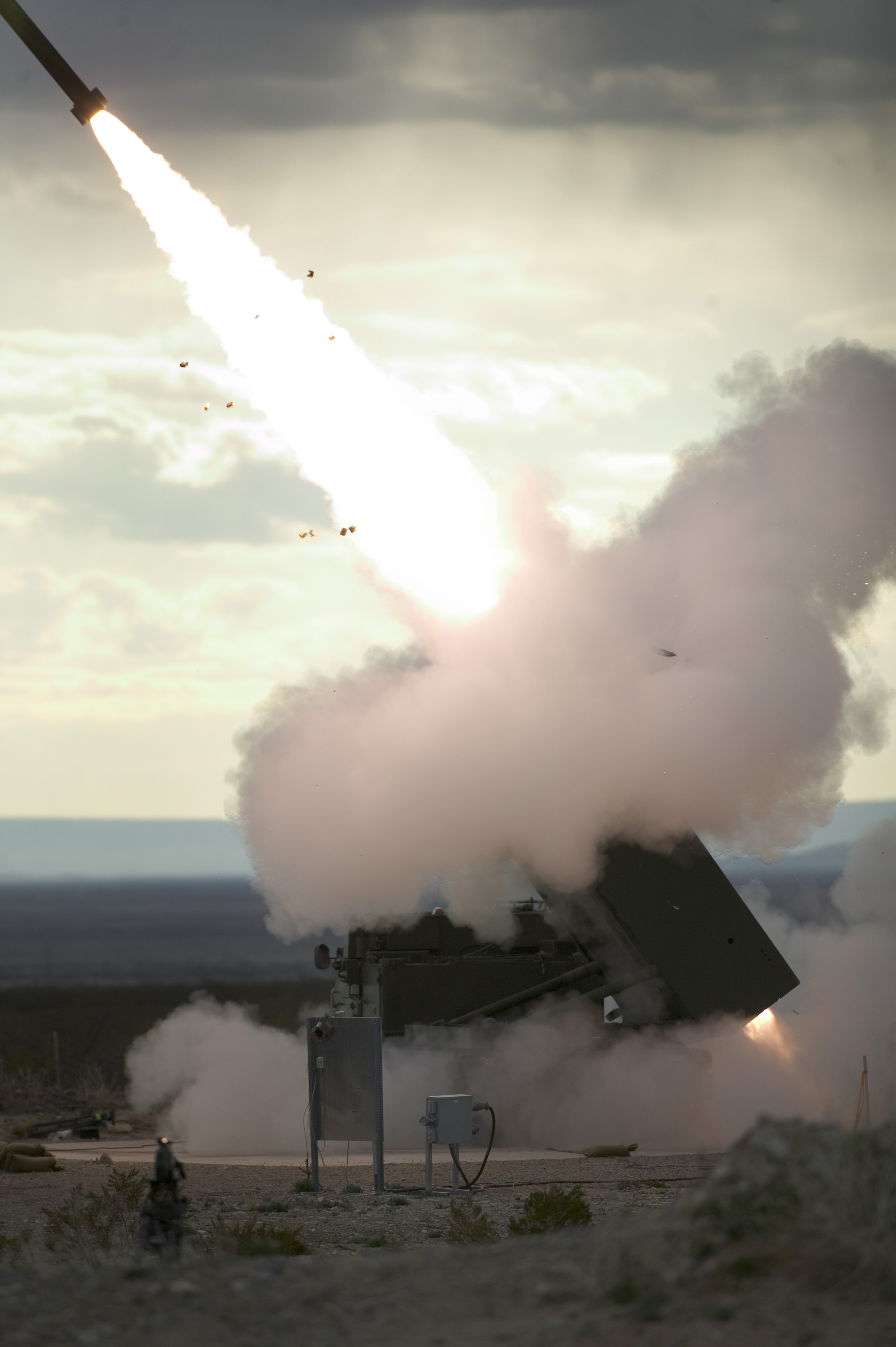